# Carige absorpta
Carige absorpta är en fjärilsart som beskrevs av W. Warren 1899. Carige absorpta ingår i släktet Carige och familjen mätare. Inga underarter finns listade i Catalogue of Life.